# Toporiv, Busk
Toporiv (în ucraineană Топорів) este localitatea de reședință a comunei Toporiv din raionul Busk, regiunea Liov, Ucraina.

## Demografie
Componența lingvistică a localității Toporiv
     Ucraineană (99,9%)
     Alte limbi (0,1%)
Conform recensământului din 2001, majoritatea populației localității Toporiv era vorbitoare de ucraineană (99,9%), existând în minoritate și vorbitori de alte limbi.